# Breaffy
Breaffy is een plaats in het Ierse graafschap Mayo. De plaats telt 1.693 inwoners en 2 grote en bekende hotels.